# Джон Генрі Граут
Джон Генрі Граут (англ. John H. Grout) — американський дипломат. Консул США в Одесі у 1908—1914 роках.

## Життєпис
У 1898—1905 рр. — Консул США на Мальті;
У 1908—1914 рр. — консул США в Одесі;
У 1916—1917 рр. — американський консул в Мілані, Італія;
У 1919—1920 рр. — американський консул в Сантандері, Іспанія;
У 1920—1924 рр. — американський консул в Галлі, Англія.

## Одеса про консула
Консула Джона Граута люди вважають непривабливим через «помітно нервові манери, що доходить часом до непристойного збудження… Крім того, час від часу на його лобі і носі з'являється висип, що, укупі із загальною нервовою поведінкою, може навіяти деяку підозру про його надмірну пристрасть до міцних напоїв». Унаслідок неврастенії, Граут схильний сидіти у себе за столом, «Замість того, щоб, як личить консулу, максимально спілкуватися в робочий час з діловими людьми»
Насправді ж, як свідчить видання "Daily  consular and trade reports", працьовитий консул лише протягом жовтня, листопада та грудня 1910 року послав змістовні рапорти про стан сільського господарства України - корми, врожаї фруктів, сіна, хмелю, запаси підков, врожаї олії, томатів, вівчарство, виноградарство, аграрні виставки в Одесі та Катеринославі. 